# Субэшяну, Илие
Или́е Субэшя́ну (рум. Ilie Subășeanu); 6 июня 1906—1980) — румынский футболист, нападающий, участник первого чемпионата мира по футболу в составе сборной Румынии.

## Карьера

### Клубная
Играл за клуб «Олимпия» из Бухареста.

### В сборной
Дебютировал за сборную в апреле 1929 года в товарищеском матче с болгарами. Румыны одержали уверенную победу со счётом 3:0. В матче на Кубок Короля Александру против Югославии в мае того же года Субэшяну забил гол, однако это не принесло успеха сборной — поражение 2:3. Больше Илие Субэшяну не выступал за сборную.
| Матчи и голы Илие Субэшяну за сборную Румынии | Матчи и голы Илие Субэшяну за сборную Румынии | Матчи и голы Илие Субэшяну за сборную Румынии | Матчи и голы Илие Субэшяну за сборную Румынии | Матчи и голы Илие Субэшяну за сборную Румынии | Матчи и голы Илие Субэшяну за сборную Румынии | Матчи и голы Илие Субэшяну за сборную Румынии |
| --------------------------------------------- | --------------------------------------------- | --------------------------------------------- | --------------------------------------------- | --------------------------------------------- | --------------------------------------------- | --------------------------------------------- |
| №                                             | Дата                                          | Место проведения                              | Соперник                                      | Счёт                                          | Голы                                          | Турнир                                        |
| 1                                             | 21 апреля 1929                                | Бухарест, Румыния                             | Болгария                                      | 3:0                                           | -                                             | Товарищеский матч                             |
| 2                                             | 10 мая 1929                                   | Бухарест, Румыния                             | Югославия                                     | 2:3                                           | 1                                             | King Alexandru’s Cup 1929                     |

Итого: 2 матча / 1 гол; 1 победа, 0 ничьих, 1 поражение.